# Peter Matthews (Sprachwissenschaftler)
Peter Hugoe Matthews (* 1934; † 7. April 2023 in Cambridge) war ein britischer Linguist. Er studierte am St John’s College in Cambridge und war Professor sowie von 1980 bis 2000 Leiter des Instituts für Linguistik an der Universität Cambridge.
Matthews ist bekannt für seine Arbeiten zur Morphologie. Er war ein früher Anhänger von Noam Chomsky, distanzierte sich jedoch im  Laufe der 1960er Jahre von der generativen Grammatik und wurde bald ein scharfer Kritiker.
1985 wurde er zum Mitglied der British Academy gewählt.

## Veröffentlichungen (Auswahl)
- Inflectional Morphology. A theoretical study based on aspects of Latin verb conjugation (= Cambridge Studies in Linguistics. 6). Cambridge University Press, Cambridge 1972, ISBN 0-521-08372-9.
- Morphology. An introduction to the theory of word-structure (= Cambridge Textbooks in Linguistics. 1). Cambridge University Press, Cambridge u. a. 1974, ISBN 0-521-20448-8.
- Generative Grammar and Linguistic Competence. Allen & Unwin, London u. a. 1979, ISBN 0-04-410002-7.
- Syntax. Cambridge University Press, Cambridge u. a. 1981, ISBN 0-521-22894-8.
- Grammatical Theory in the United States from Bloomfield to Chomsky (= Cambridge Studies in Linguistics. 67). Cambridge University Press, Cambridge u. a. 1993, ISBN 0-521-43351-7.
- A Short History of Structural Linguistics. Cambridge University Press, Cambridge u. a. 2001, ISBN 0-521-62568-8.
- The Concise Oxford Dictionary of Linguistics. Oxford University Press, Oxford 2005, ISBN 0-19-861050-5.